# Green Day
Grin dej (engl. Green Day) američka je pank-rok grupa koju čine tri glavna člana: gitarista i pevač Bili Džo Armstrong, basista Majk Dernt i bubnjar Tre Kul.
Grin dej vuče korene iz pank-rok scene 924 Gilman Street u Berkliju, Kalifornija. Njihova prva izdanja za nezavisnu izdavačku kuću Lookout! Records privukla su pažnju publike. Međutim, njihov debitantski album  koji je izdala velika izdavačka kuća označio je prvi pravi uspeh. U 1994. godini prodat je u 10 miliona primeraka samo u SAD. Kao rezultat toga, Grin dej je dobio mnogo pohvala, zajedno sa drugim pank grupama iz Kalifornije, The Offspring i Rancid, zbog oživljavanja interesovanja mejnstrim publike za pank muziku u SAD. Njihovi sledeći albumi nisu imali masovni uspeh kao Dookie, ali su ipak bili uspešni. Njihov album i rok opera iz 2004, American Idiot doneo im je popularnost među mlađom publikom i prodat je u 5 miliona primeraka u SAD.
Grupa je prodala preko 60 miliona ploča širom sveta, od čega samo u SAD 22 miliona, a njihov rad uticao je na poznate pop-pank grupe poput Sum 41 i Good Charlotte. Grin dej trenutno imaju tri osvojene nagrade Gremi za najbolji alternativni album (Dookie), najbolji rok album (American idiot) i pesmu godine (Boulevard of Broken Dreams).

## Istorija

### Okupljanje igodine (1986—1993)
Godine 1987, prijatelji iz detinjstva Bili Džo Armstrong i Majk Dernt (obojica četrnaestogodišnjaci) oformili su dvočlanu grupu Sweet Children. Prvi nastup grupa je imala 17.oktobra, 1987. u lokalu Rod's Hickory Pit (Valjeho, Kalifornija). Krajem 1989. godine Armstrong, Dernt i Džon Kifmajer (John Kiffmeyer), poznat pod pseudonimom Al Sobrante, oformili su Grin dej izabravši ovo ime zbog svoje naklonosti prema marihuani. Green Day su prvi put nastupili u dvorištu juniorskog koledža Kontra Kosta (Contra Costa Junior College).
Uskoro je Lari Livermor (Larry Livermore), vlasnik nezavisne diskografske kuće Lookout! Records, ponudio grupi ugovor nakon što ih je čuo kako sviraju. Njihov nastup je, po njegovim rečima, ličio na nastup grupe The Beatles na stadionu Šej (Shea Stadium). Krajem 1989. izdali su svoj prvi maksi singl (1,000 Hours), nakon koga je ubrzo usledio i njihov prvi album, 39/Smooth početkom 1990.
Na omotu ovog albuma, pored reči pesama, bilo je štampano i izmišljeno pismo u kome ih navodno velika diskografska kuća I.R.S. Records poziva da sa njima potpišu ugovor. U šaljivom odgovoru na ovo izmišljeno pismo, grupa objašnjava da je odana kući Lookout! Records!. Te godine izdali su još dva maksi singla: Slappy i (Sweet Children), od kojih je ovaj drugi uključivao i starije pesme snimljene za diskografsku kuću (Skene Records) iz Mineapolisa, Minesota. Tokom 1991, Lookout! Records je izdao (1,039/Smoothed Out Slappy Hours), kompilaciju mini singlova 39/Smooth, Slappy i 1000 Hours. Krajem 1990. godine, ubrzo nakon turneje grupe po Americi, Sobrante se preselio u Arkatu kako bi tamo pohađao koledž.
Tada se bubnjar grupe Lookout, Tre Kul, pridružio grupi, isprva kao privremena zamena, a kada je postalo jasno da Sobrante ne planira da se u potpunosti posveti muzici i grupi, Kulova pozicija bubnjara je učvršćena. Grupa je većinu 1992. i 1993. godine provela na turnejama i imala par nastupa u Evropi. Bili su vodeća grupa na nastupu u klubu Hollywood Palamino 1992, uz grupe (Jughead's Revenge) i (Strung Out), gde su održali koncert koji će postati legendaran. Album Kerplunk! prodat je u 50.000 primeraka u SAD što se za pank scenu 1992. smatralo velikim uspehom. Tiraž ploče je širom sveta na kraju dostigao brojku od dva miliona primeraka.

### Proboj (1994—1996)
Uspeh albuma Kerplunk! je u andergraund vodama izazvao talas interesovanja većih muzičkih etiketa, što je naposletku dovelo do toga da bend pod prijateljskim uslovima napusti Lookout! i potpiše ugovor sa izdavačem Reprise Records, nakon što su privukli pažnju producenta Roba Kavala (Rob Cavallo). Mnogi njihovi pank sledbenici su ih zbog prelaska u Reprise optužili da su se „prodali“. Prisećajući se ovog perioda, Armstrong je 1999. godine u SPIN magazinu izjavio: 
 Nisam mogao da se vratim na pank scenu, bilo da smo postigli najveći uspeh na svetu, bilo da smo postali najveći promašaj... Jedina stvar koju sam mogao da uradim bila je da sednem na svoj bajs i nastavim dalje.— 20px, in Bili Džo Armstrong, SPIN magazin, (1999), 20п
Nakon toga započeli su snimanje svog debija za velikog izdavačaWe're A Happy Family — album -{Dookie}. Album se pojavio u februaru 1994, nakon manje od tri nedelje snimanja, i postao je prava senzacija, potpomognuta konstantnim puštanjem spotova Longview, Basket Case i When I Come Around na MTV-ju, od kojih je svaki zauzeo prvo mesto na listi Modern Rock Tracks. Te godine, Grin dej je pošao na nacionalnu turneju sa grupom Pansy Division koja im je bila predgrupa. Grupa je takođe nastupila na festivalima Lolapaluza (Lollapalooza) i Vudstok 1994. (Woodstock 1994), gde su započeli dobro poznatu tuču u blatu. Tokom koncerta, radnik obezbeđenja je mislio da je basista Majk Dernt samo obožavalac koji se popeo na scenu i izbio mu par zuba. Pošto su tu scenu videli milioni gledalaca putem PPV televizije, performans sa Vudstoka 1994. doneo im je još veći publicitet i popularnost, što je naposletku dovelo do toga da album Dookie dostigne dijamantski tiraž. Naredne godine album je osvojio nagradu Gremi za najbolji alternativni album, a grupa je nominovana za devet MTV-jevih muzičkih nagrada uključujući i onu za muzički spot godine.
Godine 1995, izašao je novi singl za muziku iz filma Angus po imenu "J.A.R.". Singl je odmah dospeo na prvo mesto Bilbordove liste Modern Rock Tracks. Nakon izlaska pesme ubrzo je usledio izlazak i novog albuma, Insomniac, u jesen 1995. Insomniac je bio mnogo mračnije izdanje od melodičnog pop albuma , ali je naišao na topliji prijem kod kritike, dobivši 4 od 5 zvezdica koje deli časopis Rouling stoun (Rolling Stone) propraćene tekstom:
 U panku, dobre stvari se zapravo otkrivaju i dobijaju značenje dok slušate bez žrtvovanja bilo čega od njegove električne, ćaknute neposrednosti. Grin dej su dobri koliko i sama ta stvar. — 20px, in Mark Koulmen, Rouling stoun, (1995), 20п
 Za omot albuma Insomniac iskorišćen je deo slike Vinstona Smita (Winston Smith) po imenu Bog mi je rekao da te živog oderem(God told me to skin you alive). Smit je rekao Tre Kulu da ga slobodno nazove ukoliko mu ikada bude zatrebala slika za album, što je Tre Kul i uradio. Singlovi sa ovog albuma bili su Geek Stink Breath, dupli singl ,  i . Jedna pesma, 86, bila je podsećanje na klub Gilman Street u koji ih nisu pustili da uđu jer su sa albumom Dookie postali previše komercijalni. Iako album Insomaniac nije bio uspešan poput svog prethodnika, ipak je prodat u sedam miliona primeraka u Sjedinjenim Državama. Album je osvojio nominacije za omiljenu grupu, omiljeni hard rok sastav i omiljeni alternativni sastav na dodeli Američkih muzičkih nagrada (American Music Awards) 1996, a spot za pesmu Živa kontradikcija doneo im je nominaciju za Gremi za najbolji spot i kratku formu kao dodatak na nominaciju za najbolje specijalne efekte od MTV-jevih muzičkih nagrada. Nakon toga, grupa je iznenada otkazala evropsku turneju, navodeći kao razlog iscrpljenost. 

### i(1997—2002)
Nakon pauze iz 1996, Grin dej su naredne, 1997. godine, započeli rad na novom albumu. Još na početku, i članovi grupe i Kavalo su se složili da bi album trebalo da se razlikuje od prethodnih. Rezultat je bio novi album Nimrod, eksperimentalna devijacija od pop-panka koji je grupa standardno svirala. Novi album je izašao u oktobru 1997. Na albumu je bilo više muzičkih stilova: pop-pank, sili ska, surfer rok, kao i akustična balada. Nimrod je dospeo na deseto mesto američke top liste zahvaljujući hitu iznenađenja — Good Riddance (Time of Your Life), akustičnoj baladi koju pevač Bili Džo zamalo da nije uvrstio na album iz bojazni da previše odudara od uobičajenog stila grupe. Uspeh ove pesme doneo im je MTV-jevu nagradu za najbolji alternativni spot, u kome su prikazani ljudi koji čine ključne promene u svom životu dok Bili Džo nevešto svira akustičnu gitaru. Ostali singlovi sa albuma bili su Nice Guys Finish Last, Hitchin' a Ride i Redundant. Ovaj album je uključivao i deo karakterističan za žive nastupe — King for a Day, muzički performans za vreme koga Bili Džo nosi krunu i/ili plašt. Nakon izlaska ovog albuma, Green Day je otišao na dvogodišnju pauzu, jer su članovi benda odlučili da se malo udalje od scene kako bi se malo više posvetili svojim novim porodicama.
Godine 2000. Grin dej je izdao album Warning, korak dalje u stilu započetom na prethodnom albumu. Promene u njihovim životima odražavale su se u zrelijem pristupu muzici, izbacujući adolescentni pristup koji su ranije imali. Kritičari su pozitivno ocenili ovaj album, ali je publika bila podeljenog mišljenja jer se bila navikla na pop-pank zvuk, karakterističan za ovu grupu. Iako je album imao hit Minority i manji hit Warning, neki su zaključili kako je bend izgubio važnost koju je imao, što je dovelo do pada popularnosti. Dok su svi prethodni albumi dostigli barem dupli platinasti tiraž, Warning je postigao samo zlatni. Iako su članovi grupe mislili kako je ovo jedno od njihovih najboljih dela, pad prodaje nametnuo je pitanja o budućnosti grupe.
Na dodeli Kalifornijskih muzičkih nagrada (California Music Awards) 2001, Grin dej je osvojio svih devet nominacija u kategoriji izuzetan: album: Warning, pank/rok/ska album, bend, pevač, basista, bubnjar, tekstopisac i umetnik.
Izlazak kompilacije najvećih hitova (International Superhits), kao i skup B-strana singlova – Shenanigans, samo je raširio teoriju o tome kako se grupa nalazi na prekretnici. (International Superhits) je uz propratno izdanje video spotova International Supervideos imao prilično dobru prodaju, postigavši platinasti tiraž u SAD.
U 2002. godini krenuli su na turneju pod nazivom Pop Desaster sa grupom Blink-182. Ona im je pomogla da povrate deo popularnosti, a dobili su i dosta pozitivnih kritika koncerata. Nakon turneje Pop Desaster, članovi grupe su ponovo odlučili da naprave pauzu kako bi proveli vreme sa svojim porodicama.

### i obnovljena popularnost (od 2003. do danas)
U leto 2003, bend je ušao u studio kako bi snimio materijal za novi album, u privremeno nazvan Cigarettes and Valentines. Nakon 20 snimljenih pesama, master trake su ukradene iz studija. Članovi benda su, iako razumljivo uznemireni, ipak odlučili da ne pokušavaju da ponovo snime izgubljeni album, već su umesto toga obećali sebi da će snimiti nešto još bolje. Te iste godine, Green Day je sarađivao sa Igijem Popom na dve pesme sa njegovog albuma Skull Ring. Uz to su imali i ozbiljnu „bend terapiju“ − seriju zanimljivih dugih razgovora u kojima su pokušali da izmire različitosti između članova benda, nakon optužbi Drinta i Kula da je Armstrong „nacista u bendu“ jer se previše eksponira i zapostavlja ostale članove kako bi neprestano bio u centru pažnje.
Album koji je usledio naredne, 2004. godine – American Idiot, debitovao je na mestu #1 Billboardove liste, prvi album koji je dospeo na prvo mesto, nakon uspeha prvog, istoimenog, singla American Idiot. Album je označen kao „pank rok opera“ koja prati putovanje Isusa iz predgrađa (Jesus Of Suburbia). Album je takođe bio i pomak naviše u samoj muzici benda. American Idiot je 2005. godine osvojio Grammy nagradu za najbolji rok album, a bend je iste godine prosto očistio MTV-jeve muzičke nagrade osvojivši sedam od osam nominacija, uključujući i priželjkivanu kategoriju izbor publike.
Tokom 2005, imao oko 150 nastupa na kojima je promovisao novi album — što predstavlja najdužu turneju u njihovoj dosadašnjoj karijeri — posetivši Japan, Australiju, Južnu Ameriku i UK, gde su tokom dvodnevne svirke okupili masu od 130.000 ljudi. Tokom turneje su snimili dva koncerta u nacionalnoj kuglani Milton Kejns (Milton Keynes) u Engleskoj, koji su u časopisu Kerrang! izglasani za ’Najbolji šou na zemlji’. Ovi snimci su izdati kao živi CD i DVD pod nazivom Bullet in a Bible, 15. novembra 2005. Ovaj CD/DVD sadržavao je hitove sa albuma American Idiot, kao i pesme sa ranijih albuma, osim albuma Kerplunk! i 1,039/Smoothed Out Slappy Hours. Na DVD-u su bili i snimci benda iza scene, na kojima je prikazano kako se bend priprema za nastup. Kraj njihove turneje iz 2005. godine bio je u Melburnu i Sidneju, 14. i 17. decembra. Na dan 10. januara 2006. bend je dobio nagradu People's Choice za omiljenu grupu.
Na dan 1. avgusta 2005. objavljena je vest da je Grin dej izdavačkoj kući Lookout! Records uskratio prava na pre-Dookie materijal, navodeći delove iz ugovora koji se odnose na neisplaćene honorare za autorska prava. Žalbu su imali i drugi bendovi koji su izdavali albume za ovu kuću. Pre-Dookie materijal, koji nije objavljivan gotovo godinu dana, reizdala je njihova trenutna etiketa, Reprise 9. januara2007.
U 2006. godini Grin dej je osvojio Gremi nagradu za ploču godine za Boulevard of Broken Dreams koji je proveo 16 nedelja na Bilbordovoj listi Modern Rock Tracks. Green Day je nominovan i za najbolji rok video sa spotom Wake Me Up When September Ends na MTV-jevoj dodeli nagrada za najbolji video 2006, ali je izgubio od -jevog spota Miss Murder. Spotovi za pesme Wake Me Up When September Ends i Boulevard of Broken Dreams prestali su da se prikazuju na  listi nakon što su oba bila u prvih deset tokom 50 dana.
U septembru 2006, Grin dej se udružio s grupom U2 i producentom Rikom Rubinom kako bi snimili obradu pesme The Saints Are Coming grupe The Skids, uz propratni video. Pesma je trebalo da donese prihod organizaciji Music Rising koja sakuplja priloge za instrumente muzičara izgubljene tokom uragana Katrine, kao i da skrene pažnju na godišnjicu katastrofe.
U decembru 2006, Grin dej i NRDC pokrenuli su partnerski vebsajt kako bi ukazali na Američku zavisnost od nafte.
Grin dej izdao je obradu pesme Džona Lenona (John Lennon) Working Class Hero, sa albuma Instant Karma: The Amnesty International Campaign to Save Darfur. Bend je izveo pesmu Outsiderna finalu emisije American Idol.
Bend je u leto naredne godine imao kameo ulogu u Simpsonovima na filmu, gde su izvodili temu iz istoimene serije. Njihova verzija objavljena je 24. jula 2007.
U intervjuu za Kerrang!, Bili Džo Armstrong je objavio da je 2008. godina najverovatnija procena za izlazak njihovog novog, osmog po redu, albuma.
U oktobru 2007, Bili Džo je otkrio neke stvari vezane za novi album, rekavši da je novi materijal pisao za klavirom i da ima oko 45 pesama. Rekao je i da je želeo da nova muzika zagazi u ono kako se trenutno oseća u svojim srednjim godinama.

## Muzički stil i uzori
Zvuk grupe Grin dej često se poredi sa bendovima Ramones, The Clash, i Buzzcocks. Većina njihovih pesama sadrži zvuke distorzirane gitare, brzih, maničnih bubnjeva i sporog, teškog basa. Većina pesama su brze i traju kraće od prosečnih četiri minuta (4:00). Bili Džo Armstrong je međutim izjavio kako su najveći uticaj na njega imali bendovi Hüsker Dü i The Replacements što se vidi po smenjivanju akorda u njihovim pesmama. Armstrongove pesme opisuju otuđenost (Jesus of Suburbia, Boulevard of Broken Dreams, Reject), anksioznosti (Basket Case), devojke (She, 80), efekte uzimanja droge (Geek Stink Breath, Green Day); Ramones obrađuju slične teme u svojim pesmama, poput anksioznosti (Anxiety, Psycho Therapy), otuđenja (Outsider, Something To Believe In), devojaka (I Wanna Be Your Boyfriend, Sheena Is a Punk Rocker) i droga (Now I Wanna Sniff Some Glue, Chinese Rocks). Grin dej je obradio njihovu pesmu Outsider na počasnom albumu We're a Happy Family, a takođe su obradili i pesmu Blitzkrieg Bop. Stil grupe Grin dej je vrlo blizak stilu ostalih bendova okupljenih oko 924 Gilman Street scene – Crimpshrine, Screeching Weasel i The Mr. T Experience.

## Kritike i kontroverze
Sa izlaskom albuma Dookie i količinom u kojoj se vrteo na programu MTV-ja, Green Day je dobio loše kritike od onih koji žele da žanr panka vide kao socijalni pokret nezavisan od korporativnog sponzorstva. Sa izlaskom albuma American Idiot, nakon koga se pojavio veliki broj novih fanova, bend je ponovo naišao na slične kritike.
Kao sporno pitanje pojavila se karakterizacija njihovog muzičkog pravca. Kao reakcija na muzički stil i prošlost benda, mnogi fanovi i muzičari izneli su teške optužbe zbog korišćenja termina pank kada je Grin dej u pitanju. Ovo je osvedočeno sledećim komentarom Džona Lidona (John Lydon), bivšeg frontmena pank benda Sex Pistols:
| „ | I eto nas kako se borimo za nešto i izluđuje me što se godinama kasnije pojave drkadžije kao što su Grin dej, koje uskoče, uzmu sve to i prikače ga sebi. Nisu zaslužili da to urade i da su pravi pankeri ne bi nimalo izgledali onako kako izgledaju. | ” |

Stiv Digl (Steve Diggle) iz benda Buzzcocks komentarisao je bend nakon što ih je sreo:
| „ | Nisam imao pojma ko su oni. Ali pankeri nisu. | ” |

Brendon Flauers (Brandon Flowers) iz benda The Killers izjavio je da njihov politički obojeni album Amerikan idiot predstavlja „proračunati antiamerikanizam“. On kaže da imu se sadržaj albuma ne sviđa, kao i činjenica da je DVD Bullet in a Bible snimljen u Evropi. Snimak koncerta prikazuje hiljade Evropljana kako pevaju uz pesmu American Idiot, na šta Flauers dodaje: „Mislim da je to zaista jeftino. Otići na mesta poput Engleske ili Nemačke i pevati tu pesmu — ta deca je ne shvataju na način na koji je on mislio. A on, Bili Džo Armstrong, je to znao."
Gitarista benda Oasis, Noel Galager (Noel Gallagher), kritikovao je pesmu Boulevard of Broken Dreams zbog plagiranja njegove pesme Wonderwall. Galager tvrdi: „Ukoliko bolje poslušate, primetićete da pesma ima iste aranžmane kao i Wonderwall. Trebalo je da budu bar toliko pristojni da sačekaju da umrem (pre nego što mi ukradu pesme). Ako ništa drugo, ja bar iz pristojnosti plaćam ljudima od kojih kradem“.

## Diskografija
- (1990)
- (1992)
- (1994)
- (1995)
- (1997)
- (2000)
- (2004)
- (2009)
- (2012)
- (2012)
- (2012)
- (2016)
- (2020)
- Saviors (2024)

## Članovi
- Bili Džo Armstrong (engl. Billie Joe Armstrong): gitara, glavni vokal (od 1989)
- Majk Dernt (engl. Mike Dirnt): bas, vokali (od 1989)
- Tre Kul (engl. Tré Cool): bubnjevi, vokali (od 1990)

### Članovi na turnejama
- Džejson Vajt (engl. Jason White): Gitara, prateći vokali (od 1999)
- Džejson Friz (engl. Jason Freese): klavir, klavijature, trombon, saksofon, harmonika, akustična gitara, pozadinski vokali (od 2003)
- Roni Blejk (engl. Ronnie Blake): truba, timpani, perkusije, pozadinski vokali (od 2004)
- Gabrijel Makner (Gabrial McNair): trombon, tenor saksofon (1999—2001)
- Kurt Lomiler (engl. Kurt Lohmiller): truba, timpani/perkusije, prateći vokali (1999—2004)
- Majk Pelino (engl. Mike Pelino): gitara (od 2005)[54]

### Muzičari na albumima
- Rob Kavalo (engl. Rob Cavallo) — klavir (na snimanju albuma )
- Petra Hejden (engl. Petra Haden) — violina (na snimanju albuma )
- Gabrijel Makner (engl. Gabrial McNair) — trombon (na snimanju albuma )
- Stiven Bredli (engl. Stephen Bradley) — truba (na snimanju albuma Nimrod i Warning)

### Bivši članovi
- Al Sobrante — bubnjevi (1989—1990)

## Spoljašnje veze
- Zvanični veb-sajt
- Green Day na sajtu  (језик: енглески)
- Sve o grupi